# Nena von Schlebrügge
Pour les articles homonymes, voir Schlebrügge.
Birgitte Caroline "Nena" von Schlebrügge, aussi Nena Thurman, née le 8 janvier 1941 à Mexico (Mexique), est un mannequin américaine d'origine suédoise et allemande.
Elle est actuellement présidente exécutive de Menla Mountain Retreat et directrice générale de Tibet House US (en).
Elle est la mère de l'actrice Uma Thurmann.

## Famille
Le père de Nena von Schlebrügge appartient à la noblesse allemande. Les parents de sa grand-mère maternelle sont allemand et danois. Sa mère est Birgit Holmquist, qui a servi de modèle à Axel Ebbe pour Famntaget (Le Câlin), une statue d'une femme nue qui surplombe le port de Smygehuk, en Suède, datant des années 1930. Sa demi-sœur paternelle est la grand-mère du footballeur germano-suédois Max von Schlebrügge.

## Carrière
En 1955, à l'âge de 14 ans, Nena von Schlebrügge est découverte par le photographe de Vogue Norman Parkinson lors d'une tournée à Stockholm, en Suède. En 1957, elle déménage à Londres, au Royaume-Uni, pour poursuivre une carrière dans le mannequinat. Elle rencontre un succès immédiat et est invitée à New York par Eileen Ford de l'agence de mannequins Ford (Ford Model Management) pour poursuivre sa carrière de mannequin.
Lors de la tempête de neige de mars 1958, à l'âge de 17 ans, elle arrive à New York à bord du Queen Mary, ville où elle poursuit sa carrière, travaillant chez Vogue et Harper's Bazaar. Elle est photographiée par de nombreux photographes de mode, dont Gleb Derujinsky.

### Actrice
En 1967, elle joue un rôle dans le film Ciao! Manhattan d'Edie Sedgwick. Le film met quatre ans à être réalisé et des changements drastiques par rapport à l'histoire originale sont apportés, obligeant les cinéastes à supprimer de nombreuses scènes, dont celles tournées par Nena von Schlebrügge en 1967. Ces scènes supprimées se trouvent cependant sur la version DVD.

### New York Open Center et Maison du Tibet
De 1987 à 1989, Nena von Schlebrügge est directrice de programme au New York Open Center puis, de 1991 à 2002, elle est directrice générale de Tibet House US (en) à New York. Tibet House US est fondée en 1986 par les Thurman, Philip Glass et Richard Gere, à la demande du dalaï lama. Nena supervise la construction de Tibet House US et la programmation éducative. Avec Philip Glass, elle lance le concert-bénéfice annuel au Carnegie Hall et la vente aux enchères annuelle caritative chez Christie's. Elle est productrice exécutive du film américain The First 30 Years of Tibet House, réalisé par John Halpern.
Depuis 2001, Nena von Schlebrügge est directrice générale de la Tibet House Menla Mountain Retreat, propriété des États-Unis, et en est maintenant la présidente exécutive, où elle supervise la construction d'un centre de spa médicinal tibétain à la pointe de la technologie et d'une entreprise dans les montagnes Catskill à Phoenicia (État de New York). Elle est également psychothérapeute.

## Vie privée
Nena von Schlebrügge épouse l'essayiste et psychologue américain Timothy Leary en 1964 au Hitchcock Estate (en) (communément appelé « Millbrook »).  D. A. Pennebaker documente l'événement dans son court métrage You're Nobody Till Somebody Loves You. Charles Mingus joue du piano lors de la cérémonie de mariage. Le mariage dure un an avant que von Schlebrügge ne divorce de Leary en 1965. En 1967, elle épouse l'érudit bouddhiste indo-tibétain et ex-moine Robert Thurman, qu'elle avait rencontré à Millbrook. La même année, le premier enfant de Nena et Robert, Ganden Thurman, naît. En 1970 naît leur deuxième enfant, Uma Thurman, qui deviendra actrice. Ils ont deux autres fils, Dechen (né en 1973) et Mipam (né en 1978). Les enfants grandissent à Woodstock (New York), où les Thurman avaient acheté neuf acres de terre avec un petit héritage reçu par Nena. Les Thurman y construisent leur propre maison. En plus de leurs quatre enfants, le couple a sept petits-enfants, dont l'actrice, chanteuse et mannequin Maya Hawke. 